# Temporada 2004-2005 de la UE Figueres
La temporada 2004-2005 de la UE Figueres a Segona Divisió B va arrencar el 18 de juliol amb un partit amistós a Vilatenim contra el FC Barcelona de Fank Rijkaard, Ronaldinho, Andrés Iniesta, Leo Messi i companyia, amb derrota per 1-2. El 18 de juliol l'equip va presentar-se oficialment a Vilatenim amb un altre amistós de prestigi, contra el RCD Espanyol de Miguel Ángel Lotina, amb derrota per 0-2. A la lliga, l'equip de Josep Maria Gonzalvo va fer una campanya prou bona, acabant vuitè, la millor posició a la classificació de Segona B d'un equip català, amb 12 victòries, 15 empats i 11 derrotes, amb 39 gols a favor i 40 en contra, però ja amb el rum-rum dels problemes econòmics del club, que a finals de maig, per boca de la junta, ja admetien que haurien de reduir el pressupost per a la temporada següent a la meitat.

## Fets destacats
2004
- 23 de maig: el Figueres cau eliminat de la Copa Catalunya en 1a ronda, a Montilivi contra el Girona FC, per 2-0.[7]
- 18 de juliol: partit amistós del Figueres a Vilatenim contra el FC Barcelona de Rijkaard, Ronaldinho, Iniesta, Messi i companyia, amb derrota per 1-2.[1][2]
- 27 de juliol: partit amistós de presentació del Figueres a Vilatenim contra el RCD Espanyol de Miguel Ángel Lotina, amb derrota per 0-2.[3][4]
- 29 d'agost: primera jornada de lliga, a Vilatenim, contra el CD Peralta (o Azkoyen, en basc), amb victòria per 3-1.[8]

2005
- 29 de maig: últim partit de lliga a Vilatenim contra el CF Badalona, amb victòria per 2-0.[9]

## Plantilla
| Núm. | Pos. |                | Jugador                                | Procedència         | Temporada |
| ---- | ---- | -------------- | -------------------------------------- | ------------------- | --------- |
|      | POR  | Andalusia      | José Miguel Bermúdez Ríos (José)       | Real Burgos         | 2004-2005 |
|      | POR  | Catalunya      | Albert Coca Azor (Coca)                | CF Badalona         | 2004-2005 |
|      | DEF  | Catalunya      | Jordi Freixa Hernández (Freixa)        | UE Olot             | 1998-1999 |
|      | DEF  | Catalunya      | Albert Serra Figueras (Serra)          | CD Banyoles         | 2000-2001 |
|      | DEF  | Illes Canàries | Jesús Salvador Ruano Cabrera (Ruano)   | Cartagena FC        | 2000-2001 |
|      | DEF  | Catalunya      | Enric Socías Julbe (Socías)            | Real Burgos         | 2004-2005 |
|      | DEF  | Catalunya      | Miguel Ángel González González (Migue) | CE Mataró           | 2004-2005 |
|      | DEF  | Catalunya      | Óscar Ramírez Martín (Ó. Ramírez)      | FC Palafrugell      | 2004-2005 |
|      | MIG  | Catalunya      | Enrique Beltrán Rodríguez (Quique)     | CF Ciudad de Murcia | 2002-2003 |
|      | MIG  | Catalunya      | Ignacio del Moral Juez (Nacho)         | CE Manresa          | 2003-2004 |
|      | MIG  | Catalunya      | Carmelo Alejo Lacarta (Carmelo)        | Palamós CF          | 2003-2004 |
|      | MIG  | Catalunya      | Santiago Asensio Pérez (Asensio)       | CE Mataró           | 2004-2005 |
|      | MIG  | Catalunya      | Daniel Guerrero Gálvez (Guerrero)      | UDA Gramenet        | 2004-2005 |
|      | MIG  | Catalunya      | Jaume Delgado Catevilla (Jaume)        | RCD Espanyol B      | 2004-2005 |
|      | MIG  | Catalunya      | José Antonio Gómez Casado (Gómez)      | Cartagena FC        | 2004-2005 |
|      | MIG  | Catalunya      | Felipe Sanchón Huerta (Sanchón)        | FC Barcelona B      | 2004-2005 |
|      | MIG  | País Valencià  | Rafael Besalduch Besalduch (Besalduch) | CD Castelló         | 2004-2005 |
|      | MIG  | Andalusia      | Sergio Iglesias García (Iglesias)      | CD Badajoz          | 2004-2005 |
|      | DAV  | País Basc      | Gorka Pintado del Molino (Pintado)     | CD Leganés          | 2003-2004 |
|      | DAV  | Catalunya      | Juan José Silvestre Cantó (Jito)       | Cartagena FC        | 2003-2004 |
|      | DAV  | Catalunya      | Daniel Planagumà Darné (Planagumà)     | CF Peralada         | 2003-2004 |
|      | DAV  | Catalunya      | José Ramírez Martín (J. Ramírez)       | FC Palafrugell      | 2004-2005 |

Llegenda:  ·   Capità  ·   Juvenil  ·   Lesionat  ·   Altes  ·   Passaport europeu  ·   Extracomunitari  ·   Extracomunitari sense restricció
Altres jugadors utilitzats a la temporada: Kristian Agirre Mujika (Real Sociedad B), Alfred Zardoya Ávila (FE Figueres), Oscar Almendros Burruecos (FE Figueres), Marc Pujol Pons (FE Figueres)
| Baixes                        | Destinació       |
| Daniel Fernández Veiras       | AD Mar Menor     |
| Pedro Ignacio Pascual Madrid  | UD Fuerteventura |
| Mikel Aurrekoetxea Gómez      | Real Burgos      |
| Miguel Ángel Brau Puente      | UD Horadada      |
| Rubén Blaya Cayuela           | UDA Gramenet     |
| Eloi Fontanella Bonjoch       | Llevant UE B     |
| Òscar Serrano Rodríguez       | RCD Espanyol     |
| Sergio Morán Martínez         | CE Sabadell FC   |
| Damià Abella Pérez            | FC Barcelona B   |
| Fernando Núñez Lázaro         | CE Mataró        |
| David Costa Estanyol          | FE Figueres      |
| Gonzalo Bonastre Fuster       | RSD Alcalá       |
| Francisco Javier Montava Rico | CE Alcoià        |
| Miguel Ángel Salas Bestard    | CF Peralada      |
| Carlos David Charles Abadía   | Real Burgos      |

## Resultats
| Amistosos |

| 18 juliol 2004 | UE Figueres | 1 – 2                         | FC Barcelona                     | Figueres                                                              |  |
| 20:30          | Jito 62'    | Mundo Deportivo El 9 Esportiu | 29' Luis García · 37' Ronaldinho | Municipal de Vilatenim · 6.500 espectadors · Fabián Gutiérrez Carbó · |  |

| 27 juliol 2004                           | UE Figueres | 0 – 2                      | RCD Espanyol             | Figueres                                                             |  |
| 21:00 Amistós de presentació a Vilatenim |             | Mundo Deportivo Diari Avui | 40' Maxi · 44' (p.) Dani | Municipal de Vilatenim · 2.000 espectadors · Martín Fuentes Martín · |  |

| 31 juliol 2004 | CE Mataró             | 2 – 2         | UE Figueres               | Mataró                                                   |  |
|                | Angel 42' · Oscar 45' | El 9 Esportiu | 16' Ruano · 83' Planagumà | Camp Municipal Carles Padrós · Guillermo García García · |  |

| 5 agost 2004                          | Girona FC | 0 – 1           | UE Figueres | Banyoles                                                           |  |
| XXXVI Torneig de l'Estany - Semifinal |           | Diari de Girona | 85' Asensio | Nou Municipal de Banyoles · 900 espectadors · Daniel Menor Pérez · |  |

| 7 agost 2004                      | CD Banyoles            | 2 – 0           | UE Figueres | Banyoles                                                                     |  |
| XXXVI Torneig de l'Estany - Final | Peri 66' · Pujolar 81' | Diari de Girona |             | Nou Municipal de Banyoles · 900 espectadors · Francisco Cardoso Montesinos · |  |

| 14 agost 2004 | UE Vilassar de Mar | 1 – 2         | UE Figueres              | Vilassar de Mar                                                  |  |
|               | Xavi 89'           | El 9 Esportiu | 22' Almendros · 81' Jito | Estadi Municipal Xevi Ramon · 100 espectadors · Sánchez Barbas · |  |

| 16 agost 2004                                                                  | UD Cassà | 0 – 1         | UE Figueres | Cassà de la Selva                           |  |
| [Partit de 45 minuts] II Torneig Vila de Cassà - Memorial Josep Carreras Soler |          | El 9 Esportiu | 28' Nacho   | Camp de futbol municipal · Calero Aguilar · |  |

| 16 agost 2004                                                                  | FC Barcelona B | 0 – 0 (pp.)     | UE Figueres | Cassà de la Selva                           |  |
| [Partit de 45 minuts] II Torneig Vila de Cassà - Memorial Josep Carreras Soler |                | El 9 Esportiu   |             | Camp de futbol municipal · Calero Aguilar · |  |
|                                                                                |                | Tanda de penals |             |                                             |  |
|                                                                                |                | 7 – 8           |             |                                             |  |

| 18 agost 2004 | FC Palafrugell | 1 – 0         | UE Figueres | Palafrugell                                                             |  |
|               | Carlos 69'     | El 9 Esportiu |             | Municipal de Palafrugell · 200 espectadors · Enric Ponsatí Claveguera · |  |

| 22 agost 2004 | UE Figueres | 0 – 1         | UDA Gramenet | Vilajuïga                                        |  |
|               |             | El 9 Esportiu | 5' Blaya     | Camp de futbol municipal · Josep Sierra Cónsul · |  |

| Copa Catalunya |

| 23 maig 2004 | Girona FC                | 2 – 0         | UE Figueres | Girona                                                                     |  |
| 1a ronda     | Diego 21' · Pelegrín 58' | El 9 Esportiu |             | Estadi Municipal de Montilivi · 200 espectadors · Fabián Gutiérrez Carbó · |  |

| Segona Divisió B-Grup 3 |

| 29 agost 2004 | UE Figueres                                  | 3 – 1           | CD Azkoyen | Figueres                                          |  |
| Jornada 1     | J. Ramírez 10' · Pintado 49' · Jito 70' (p.) | Mundo Deportivo | 42' Jordà  | Municipal de Vilatenim · Abilio García Carreras · |  |

| 5 setembre 2004 | CE Sabadell FC               | 2 – 0           | UE Figueres | Sabadell                                |  |
| Jornada 2       | Peque 28' (p.) · Cañadas 94' | Mundo Deportivo |             | Nova Creu Alta · Aitor Mensuro Miguel · |  |

| 12 setembre 2004 | Peña Sport FC | 0 – 0           | UE Figueres | Tafalla                                             |  |
| Jornada 3        |               | Mundo Deportivo |             | Estadi de San Francisco · Jesús Villanueva Angulo · |  |

| 19 setembre 2004 | UE Figueres             | 2 – 1           | Novelda CF  | Figueres                                        |  |
| Jornada 4        | Pintado 27' · Nacho 66' | Mundo Deportivo | 50' Velasco | Municipal de Vilatenim · Santiago Jaime Latre · |  |

| 26 setembre 2004 | Llevant UE B | 0 – 0           | UE Figueres | Bunyol                                                     |  |
| Jornada 5        |              | Mundo Deportivo |             | Ciutat Esportiva de Bunyol · Francisco Ramón Hevia Obras · |  |

| 3 octubre 2004 | UE Figueres | 0 – 0           | CE Alcoià | Figueres                                             |  |
| Jornada 6      |             | Mundo Deportivo |           | Municipal de Vilatenim · Luis Miguel Vallejo Aznar · |  |

| 9 octubre 2004 | CA Osasuna B | 0 – 1           | UE Figueres         | Pamplona                                                      |  |
| Jornada 7      |              | Mundo Deportivo | 23' (p.) J. Ramírez | Instalaciones Deportivas de Tajonar · Daniel Sánchez Maroto · |  |

| 17 octubre 2004 | UE Figueres                         | 1 – 3           | Hèrcules CF    | Figueres                                        |  |
| Jornada 8       | Merino 17' · Sergio 62' · Jordi 93' | Mundo Deportivo | 35' J. Ramírez | Municipal de Vilatenim · Óscar Herrero Arenas · |  |

| 24 octubre 2004 | Benidorm CF | 1 – 2           | UE Figueres                | Benidorm                                                     |  |
| Jornada 9       | Domingo 90' | Mundo Deportivo | 32' J. Ramírez · 78' Migue | Estadi Municipal de Foietes · José Manuel Serrano Corbalán · |  |

| 31 octubre 2004 | UE Figueres | 1 – 1           | Girona FC          | Figueres                                         |  |
| Jornada 10      | Gómez 35'   | Mundo Deportivo | 79' (p.) Caballero | Municipal de Vilatenim · Miguel Corredor Pérez · |  |

| 7 novembre 2004 | CD Castelló                           | 3 – 2           | UE Figueres              | Castelló de la Plana                     |  |
| Jornada 11      | Marcos 19' 79' · Besalduch 56' (p.p.) | Mundo Deportivo | 38' Ruano · 67' Guerrero | Nou Castàlia · Jesús Villanueva Angulo · |  |

| 14 novembre 2004 | UE Figueres | 0 – 2           | RCD Espanyol B           | Figueres                                        |  |
| Jornada 12       |             | Mundo Deportivo | 67' Simón · 93' Carlitos | Municipal de Vilatenim · David Giménez García · |  |

| 20 novembre 2004 | Real Zaragoza B | 0 – 0           | UE Figueres | Saragossa                                                     |  |
| Jornada 13       |                 | Mundo Deportivo |             | Ciudad Deportiva del Real Zaragoza · Miguel Iturrioz Rosell · |  |

| 28 novembre 2004 | UE Figueres               | 2 – 2           | FC Barcelona B         | Figueres                                            |  |
| Jornada 14       | Pintado 50' · Asensio 69' | Mundo Deportivo | 20' Messi · 75' Javito | Municipal de Vilatenim · Juan Carlos Jaso Delgado · |  |

| 5 desembre 2004 | SD Huesca       | 2 – 0           | UE Figueres | Osca                                           |  |
| Jornada 15      | Roberto 56' 71' | Mundo Deportivo |             | Estadi El Alcoraz · José Amilburu Santamaría · |  |

| 12 desembre 2004 | UE Figueres | 0 – 0           | UDA Gramenet | Figueres                                    |  |
| Jornada 16       |             | Mundo Deportivo |              | Municipal de Vilatenim · Luis López Muñoz · |  |

| 19 desembre 2004 | Alacant CF             | 2 – 0           | UE Figueres | Alacant                                                 |  |
| Jornada 17       | Asensio 50' · Vega 75' | Mundo Deportivo |             | Estadi José Rico Pérez · Francisco José González Cobo · |  |

| 9 gener 2005 | UE Figueres | 1 – 0           | Villajoyosa CF | Figueres                                              |  |
| Jornada 18   | Jito 24'    | Mundo Deportivo |                | Municipal de Vilatenim · Luis Martín Ortín Salvador · |  |

| 16 gener 2005 | CF Badalona | 0 – 1           | UE Figueres   | Badalona                                        |  |
| Jornada 19    |             | Mundo Deportivo | 81' Besalduch | Camp del Centenari · José Antonio Peña Molina · |  |

| 23 gener 2005 | CD Azkoyen       | 2 – 0           | UE Figueres | Peralta                                                |  |
| Jornada 20    | Palacios 49' 59' | Mundo Deportivo |             | Estadi Nuestra Señora de Nieva · Xabier Alonso Pinto · |  |

| 30 gener 2005 | UE Figueres | 2 – 2           | CE Sabadell FC          | Figueres                                       |  |
| Jornada 21    | Jito 4' 41' | Mundo Deportivo | 31' Tariq · 44' Cañadas | Municipal de Vilatenim · Eusebio Sáez García · |  |

| 6 febrer 2005 | UE Figueres                      | 2 – 1           | Peña Sport FC | Figueres                                       |  |
| Jornada 22    | Gómez 36' · Iturralde 71' (p.p.) | Mundo Deportivo | 9' Javi       | Municipal de Vilatenim · Pedro Sureda Cuenca · |  |

| 13 febrer 2005 | Novelda CF | 1 – 1           | UE Figueres   | Novelda                                      |  |
| Jornada 23     | Asier 94'  | Mundo Deportivo | 18' Besalduch | Estadi La Magdalena · David Jiménez Moreno · |  |

| 20 febrer 2005 | UE Figueres          | 2 – 0           | Llevant UE B | Figueres                                            |  |
| Jornada 24     | Gómez 13' · Jito 21' | Mundo Deportivo |              | Municipal de Vilatenim · José Amilburu Santamaría · |  |

| 27 febrer 2005 | CE Alcoià                   | 2 – 1           | UE Figueres   | Alcoi                                                          |  |
| Jornada 25     | Mariano 32' · Gorostiza 91' | Mundo Deportivo | 19' (p.) Jito | Camp Municipal del Collao · Antonio Manuel Martínez González · |  |

| 6 març 2005 | UE Figueres                    | 2 – 1           | CA Osasuna B | Figueres                                                    |  |
| Jornada 26  | J. Ramírez 35' · Jito 49' (p.) | Mundo Deportivo | 78' Moreno   | Municipal de Vilatenim · Francisco Javier de Diego Pagola · |  |

| 13 març 2005 | Hèrcules CF | 1 – 0           | UE Figueres | Alacant                                          |  |
| Jornada 27   | Nano 27'    | Mundo Deportivo |             | Estadi José Rico Pérez · Antonio Pérez Riverol · |  |

| 20 març 2005 | UE Figueres                | 2 – 0           | Benidorm CF | Figueres                                     |  |
| Jornada 28   | Pintado 49' · Guerrero 82' | Mundo Deportivo |             | Municipal de Vilatenim · Diego Ocón Arraiz · |  |

| 27 març 2005 | Girona FC | 1 – 1           | UE Figueres | Girona                                                       |  |
| Jornada 29   | Zamora 2' | Mundo Deportivo | 3' Jito     | Estadi Municipal de Montilivi · Juan Carlos Barranco Trejo · |  |

| 3 abril 2005 | UE Figueres | 1 – 0           | CD Castelló | Figueres                 |  |
| Jornada 30   | Gómez 71'   | Mundo Deportivo |             | Municipal de Vilatenim · |  |

| 9 abril 2005 | RCD Espanyol B | 1 – 1           | UE Figueres   | Sant Adrià de Besòs                              |  |
| Jornada 31   | Yagüe 87'      | Mundo Deportivo | 4' J. Ramírez | Ciutat Esportiva Sant Adrià · Luis López Muñoz · |  |

| 17 abril 2005 | UE Figueres | 1 – 1           | Real Zaragoza B | Figueres                                         |  |
| Jornada 32    | Pintado 27' | Mundo Deportivo | 75' Toledo      | Municipal de Vilatenim · Óscar Gauna Rodríguez · |  |

| 23 abril 2005 | FC Barcelona B       | 2 – 2           | UE Figueres            | Barcelona                                |  |
| Jornada 33    | Peña 11' · Messi 15' | Mundo Deportivo | 55' Jito · 63' Pintado | Miniestadi · Santiago José Gómez Gómez · |  |

| 1 maig 2005 | UE Figueres | 0 – 1           | SD Huesca   | Figueres                                           |  |
| Jornada 34  |             | Mundo Deportivo | 93' Roberto | Municipal de Vilatenim · Antonio García Castillo · |  |

| 8 maig 2005 | UDA Gramenet | 1 – 1           | UE Figueres | Santa Coloma de Gramenet                                    |  |
| Jornada 35  | Pedro 24'    | Mundo Deportivo | 80' Jito    | Nou Camp Municipal de Santa Coloma · Aitor Mensuro Miguel · |  |

| 15 maig 2005 | UE Figueres             | 2 – 2           | Alacant CF                | Figueres                                        |  |
| Jornada 36   | Pintado 47' · Migue 88' | Mundo Deportivo | 14' Asensio · 80' Albacar | Municipal de Vilatenim · Santiago Jaime Latre · |  |

| 22 maig 2005 | Villajoyosa CF | 1 – 0           | UE Figueres | La Vila Joiosa                                      |  |
| Jornada 37   | Chupe 89'      | Mundo Deportivo |             | Estadi Nou Pla · Pedro Zamora Romero de Castellón · |  |

| 29 maig 2005 | UE Figueres           | 2 – 0           | CF Badalona | Figueres                                        |  |
| Jornada 38   | Ruano 35' · Nacho 93' | Mundo Deportivo |             | Municipal de Vilatenim · David Giménez García · |  |

## Classificació
| Pos. | Equip           | J  | G  | E  | P  | GF | GC | DG  | pts. |
| --- | --------------- | -- | -- | -- | -- | -- | -- | --- | ---- |
| 1r | Alacant CF      | 38 | 22 | 10 | 6  | 61 | 24 | +37 | 76   |
| 2n | Hèrcules CF     | 38 | 18 | 11 | 9  | 45 | 36 | +9  | 65   |
| 3r | Llevant UE B    | 38 | 16 | 13 | 9  | 39 | 24 | +15 | 61   |
| 4t | CD Castelló     | 38 | 17 | 10 | 11 | 34 | 24 | +10 | 61   |
| 5è | Real Zaragoza B | 38 | 17 | 10 | 11 | 46 | 31 | +15 | 61   |
| 6è | Villajoyosa CF  | 38 | 17 | 7  | 14 | 47 | 42 | +5  | 58   |
| 7è | CE Alcoià       | 38 | 14 | 10 | 14 | 48 | 50 | -2  | 52   |
| 8è | UE Figueres     | 38 | 12 | 15 | 11 | 39 | 40 | -1  | 51   |
| 9è | CF Badalona     | 38 | 13 | 11 | 14 | 39 | 38 | +1  | 50   |
| 10è | SD Huesca       | 38 | 11 | 16 | 11 | 36 | 40 | -4  | 49   |
| 11è | FC Barcelona B  | 38 | 12 | 13 | 13 | 42 | 39 | +3  | 49   |
| 12è | Benidorm CF     | 38 | 12 | 12 | 14 | 35 | 43 | -8  | 48   |
| 13è | CE Sabadell FC  | 38 | 11 | 13 | 14 | 43 | 49 | -6  | 46   |
| 14è | CD Azkoyen      | 38 | 12 | 10 | 16 | 35 | 48 | -13 | 46   |
| 15è | CA Osasuna B    | 38 | 10 | 15 | 13 | 31 | 47 | -16 | 45   |
| 16è | UDA Gramenet    | 38 | 10 | 15 | 13 | 30 | 34 | -4  | 45   |
| 17è | Girona FC       | 38 | 10 | 15 | 13 | 40 | 49 | -9  | 45   |
| 18è | RCD Espanyol B  | 38 | 13 | 6  | 19 | 56 | 47 | +9  | 45   |
| 19è | Novelda CF      | 38 | 8  | 16 | 14 | 31 | 37 | -6  | 40   |
| 20è | Peña Sport FC   | 38 | 6  | 10 | 22 | 17 | 52 | -35 | 28   |
| En groc, els equips que disputaren la lligueta de promoció a Segona Divisió A, i en vermell, els que descendiren a Tercera Divisió. |                 |    |    |    |    |    |    |     |      |

## Estadístiques individuals
| Jugador                           | P. | T. | S. | M.   | G. | TG | TV |
| --------------------------------- | -- | -- | -- | ---- | -- | -- | -- |
| José Miguel Bermúdez Ríos         | 24 | 23 | 1  | 2138 | 0  | 2  | 0  |
| Albert Coca Azor                  | 15 | 15 | 0  | 1282 | 0  | 3  | 0  |
| Jordi Freixa Hernández            | 29 | 29 | 0  | 2594 | 0  | 2  | 0  |
| Quique Beltrán Rodríguez          | 34 | 33 | 1  | 2893 | 0  | 8  | 0  |
| Enric Socías Julbe                | 31 | 31 | 0  | 2757 | 0  | 4  | 0  |
| Miguel Ángel González González    | 26 | 23 | 3  | 2048 | 2  | 7  | 1  |
| Albert Serra Figueras             | 21 | 20 | 1  | 1680 | 0  | 6  | 1  |
| Jesús Salvador Suso Ruano Cabrera | 13 | 8  | 5  | 787  | 2  | 3  | 1  |
| Óscar Ramírez Martín              | 7  | 6  | 1  | 572  | 0  | 2  | 0  |
| Santiago Asensio Pérez            | 35 | 35 | 0  | 3025 | 1  | 7  | 1  |
| Nacho del Moral Juez              | 34 | 21 | 13 | 1989 | 2  | 5  | 0  |
| José Antonio Gómez Casado         | 31 | 21 | 10 | 1856 | 4  | 4  | 1  |
| Daniel Guerrero Gálvez            | 33 | 20 | 13 | 1810 | 2  | 10 | 0  |
| Jaume Delgado Catevilla           | 28 | 17 | 11 | 1646 | 0  | 4  | 0  |
| Rafael Besalduch Besalduch        | 25 | 18 | 7  | 1719 | 2  | 9  | 0  |
| Sergio Iglesias García            | 15 | 15 | 0  | 1270 | 0  | 1  | 0  |
| Felipe Sanchón Huerta             | 14 | 7  | 7  | 589  | 0  | 2  | 0  |
| Carmelo Alejo Lacarta             | 3  | 3  | 0  | 243  | 0  | 2  | 0  |
| Gorka Pintado del Molino          | 34 | 25 | 9  | 2229 | 7  | 5  | 2  |
| Juan José Jito Silvestre Cantó    | 32 | 24 | 8  | 2144 | 10 | 2  | 0  |
| José Ramírez Martín               | 32 | 24 | 8  | 2092 | 6  | 2  | 0  |
| Daniel Planagumà Darné            | 4  | 0  | 4  | 46   | 0  | 0  | 0  |